# Jordan EJ13
Jordan EJ13 je Jordanov dirkalnik Formule 1 za sezono 2003, dirkači pa so bili Giancarlo Fisichella, Ralph Firman in Zsolt Baumgartner, ki je na dveh dirkah zamenjal poškodovanega Firmana. Fisichella je dosegel četrto in zadnjo zmago moštva v njegovi petnajstletni zgodovini na dirki za Veliko nagrado Brazilije, ki je bila po več hudih nesrečah predčasno končana. Prvotno je bil za zmagovalca razglašen McLarnov dirkač Kimi Räikkönen, toda pravila določajo, da v primeri prekinitve kot končni vrsti red velja vrstni red dva kroga pred zadnjim krogov, ki ga je vodilni prepeljal pred rdečo zastavo, tako je bil za zmagovalca naknadno razglašen Fisichella. Italijan je dosegel tudi drugo najboljšo uvrstitev moštva s sedmim mestom na dirki za Veliko nagrado ZDA, tretjo in zadnjo uvrstitev moštva med dobitnike točk pa je dosegel Firman z osmim mestom na dirki za Veliko nagrado Španije. Jordan je zasedel deveto mesto v dirkaškem prvenstvu s trinajstimi točkami.

## Popolni rezultati Formule 1
(legenda)
| Leto | Moštvo | Motor             | Gume | Dirkači     | 1   | 2   | 3   | 4   | 5   | 6   | 7   | 8   | 9  | 10  | 11  | 12  | 13  | 14  | 15  | 16  | Toč | Prv |
| ---- | ------ | ----------------- | ---- | ----------- | --- | --- | --- | --- | --- | --- | --- | --- | -- | --- | --- | --- | --- | --- | --- | --- | --- | --- |
| 2003 | Jordan | Ford Cosworth V10 | B    |             | AVS | MAL | BRA | SMR | ŠPA | AVT | MON | KAN | EU | FRA | VB  | NEM | MAD | ITA | ZDA | JAP | 13  | 9.  |
| 2003 | Jordan | Ford Cosworth V10 | B    | Fisichella  | 12  | Ret | 1   | 15  | Ret | Ret | 10  | Ret | 12 | Ret | Ret | 13  | Ret | 10  | 7   | Ret | 13  | 9.  |
| 2003 | Jordan | Ford Cosworth V10 | B    | Firman      | Ret | 10  | Ret | Ret | 8   | 11  | 12  | Ret | 11 | 15  | 13  | Ret | Inj | Inj | Ret | 14  | 13  | 9.  |
| 2003 | Jordan | Ford Cosworth V10 | B    | Baumgartner |     |     |     |     |     |     |     |     |    |     |     |     | Ret | 11  |     |     | 13  | 9.  |